# Wang Jingjing
Wang Jingjing (13 de septiembre de 1981) es una deportista china que compitió en ciclismo de montaña en la disciplina de campo a través. Ganó una medalla de bronce en el Campeonato Mundial de Ciclismo de Montaña de 2007, en la prueba individual.

## Palmarés internacional
| Campeonato Mundial | Campeonato Mundial         | Campeonato Mundial | Campeonato Mundial |
| Año                | Lugar                      | Medalla            | Competición        |
| ------------------ | -------------------------- | ------------------ | ------------------ |
| 2007               | Fort William (Reino Unido) | Medalla de bronce  | Campo a través     |